# Habib Mousa
Habib Mousa, född 9 oktober 1952 i Derik i Syrien, är en assyrisk/syriansk musiker.